# Ravine du Petit Saint-Pierre
La ravine du Petit Saint-Pierre est une ravine française de l'île de La Réunion, département d'outre-mer dans le sud-ouest de l'océan Indien. Intermittent, le cours d'eau auquel elle sert de lit coule du sud-ouest vers le nord-est sur le territoire communal de La Plaine-des-Palmistes, puis sur celui de Saint-Benoît avant de se jeter dans l'océan Indien à hauteur du quartier du Petit Saint-Pierre.

## Géographie

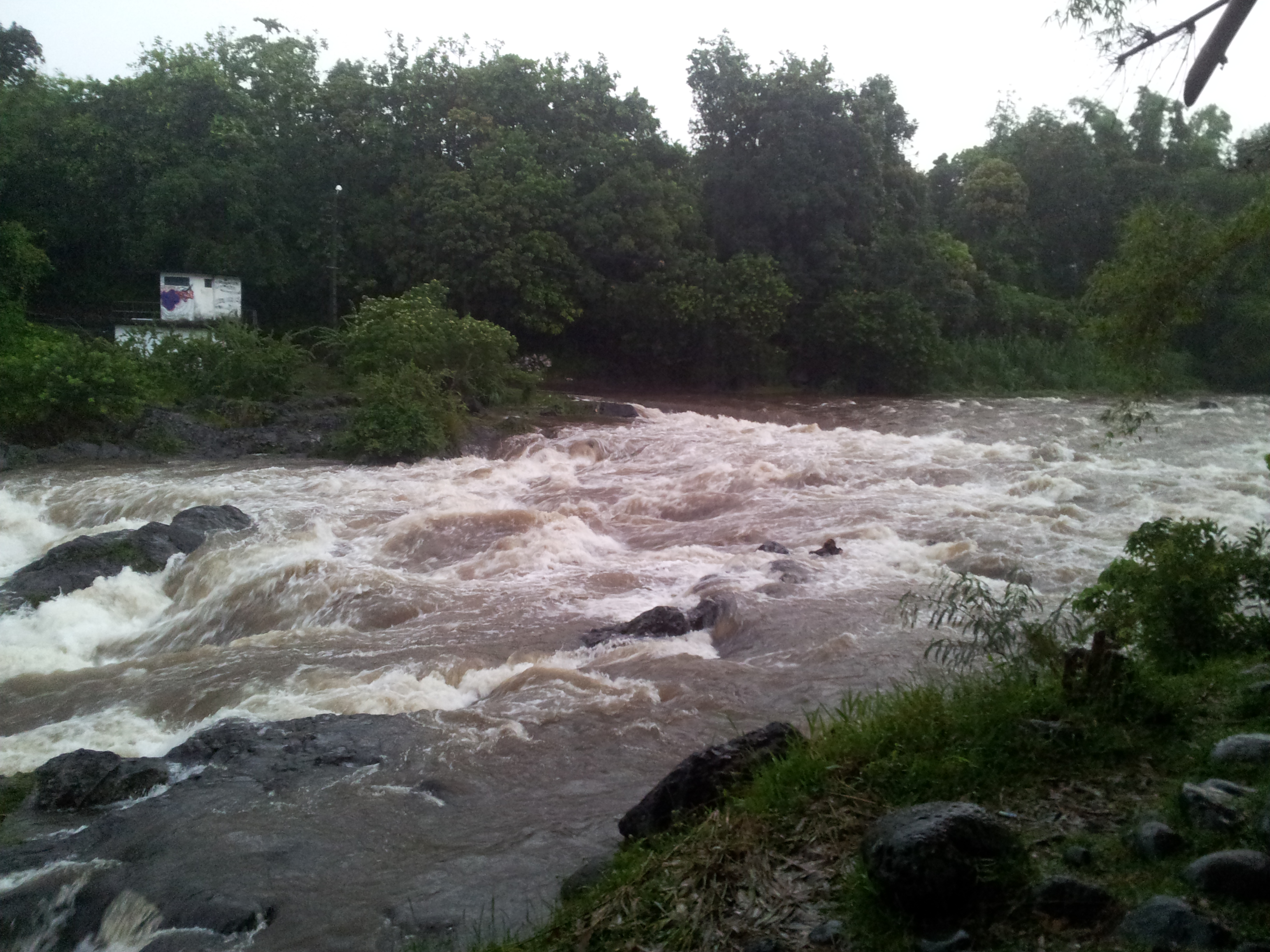
La ravine du Petit Saint-Pierre en crue à hauteur du radier du Bassin Bleu.

La ravine du Petit Saint-Pierre s’étend du Piton Caverne Pomme de Terre à 2 250 m d’altitude sur la commune de la Plaine des Palmistes à proximité du rempart de la rivière de l'est sur le massif du Piton de la Fournaise. Elle a un cours de 17 km de long, débouchant à Sainte-Anne. C’est une des rares ravines non pérennes de la côte Est, où la majorité des cours d’eau sont pérennes. La ravine Petit Saint-Pierre est rejointe par de nombreux affluents également non pérennes comme le Bras malheur ou la Ravine de la Boucherie. Un encaissement important (environ 200 mètres de hauteur) caractérise la ravine entre 500 et 1 150 mètres d’altitude, comprenant 4 cascades entre 900 et 1 100 mètres. Les lits mineurs et majeurs sont confondus. La ravine Petit Saint-Pierre est asséchée sur la totalité de son cours, ce qui n’est pas fréquent pour une ravine de l’Est.

## Influence humaine
La ravine du Petit Saint-Pierre est traversée 4 fois le long de son cours : un radier la franchit à son embouchure, la RN2 passe sur un pont 500 mètres en amont de l’embouchure, la D3 à 250 mètres d’altitude et un radier la traverse à 2 076 mètres (Route forestière du Piton de l’Eau).

### Endiguement
Au niveau de la traversée de la ville de Sainte-Anne, son cours est endigué. L’endiguement en mur de pierres isole le lit mineur des abords. La végétation est absente à ce niveau. Le substrat est constitué de galets et graviers au lieu des blocs rocheux. Du fait de son substrat en gros blocs, la ravine est peu curée.

### Menaces
Les défrichements agricoles représentent une menace pour les forêts. La forêt se réduit devant la croissance des cultures qui arrivent en bordure de ravine, ce qui accentue l’érosion des berges. De plus, les plastiques agricoles utilisés pour les cultures d’ananas représentent une source de déchets importante que l’on retrouve en ravines. Le braconnage est encore très présent comme la pratique de la pêche à la gaulette dans les bassins en aval.

### Captage
L'eau de la source du Petit Saint-Pierre est captée par le captage Toinette desservant 3366 habitants de Sainte-Anne. Des analyses ont été réalisées dans ce captage en 1999, qui ont démontré la présence excessive d’atrazine (quantité > 0.1 μg. L-1), pesticide  principalement utilisé pour maîtriser les mauvaises herbes, et dont l’utilisation est interdite depuis juillet 2003, et de nitrates. En effet, tout le bassin versant est couvert de champs de canne à sucre et de vergers. Plusieurs zones d’épandage ont été recensées dans un rayon de 1 km . De plus, des élevages de porcs sont recensés à la limite du périmètre de protection rapproché et dans l’ensemble du bassin versant. On compte 78 exploitations sur le bassin versant de la ravine . Toutefois, la route nationale, qui passe 200 mètres en amont, et la zone urbanisée entourent le captage. Des analyses de la DRASS de 2004  montrent cependant que l’eau fournie à la consommation est d’une bonne qualité, et qu'aucune norme n’est dépassée.

### Attrait touristique
En aval, la ravine représente un attrait touristique dû à la présence d'un basin propice à la baignade, le bassin bleu. Plusieurs kiosques ont été aménagés par la commune de Saint-Benoit. Le lieu est très prisé des familles réunionnaises les weekends et jours fériés.